# Claës De Frese
Claës Otto De Frese, född den 16 maj 1845 i Karlstad, död den 11 december 1914 i Linköping, var en svensk ämbetsman. Han tillhörde ätten De Frese och var måg till Axel Wästfelt.

## Biografi
De Frese blev student vid Uppsala universitet 1863 och avlade examen till rättegångsverken där 1870. Han blev vice häradshövding 1873. De Frese blev extra länsnotarie i Västernorrlands län 1875, tillförordnad länsnotarie i Västerbottens län 1879 och ordinarie länsnotarie där 1883. Han var sekreterare vid Västerbottens läns landsting 1879–1883, landssekreterare i Västerbottens län 1884–1894 och i Östergötlands län från 1895 till sin död. De Frese blev riddare av Nordstjärneorden 1889 och kommendör av andra klassen av samma orden 1905. Han vilar på Västra griftegården i Linköping.